# Oraciones al árbol de la vida

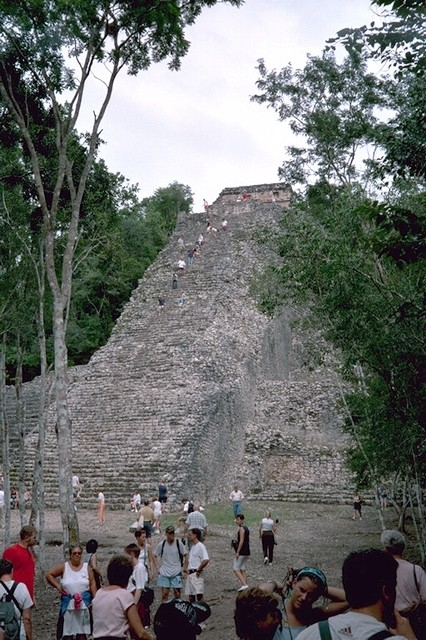
Cobá.

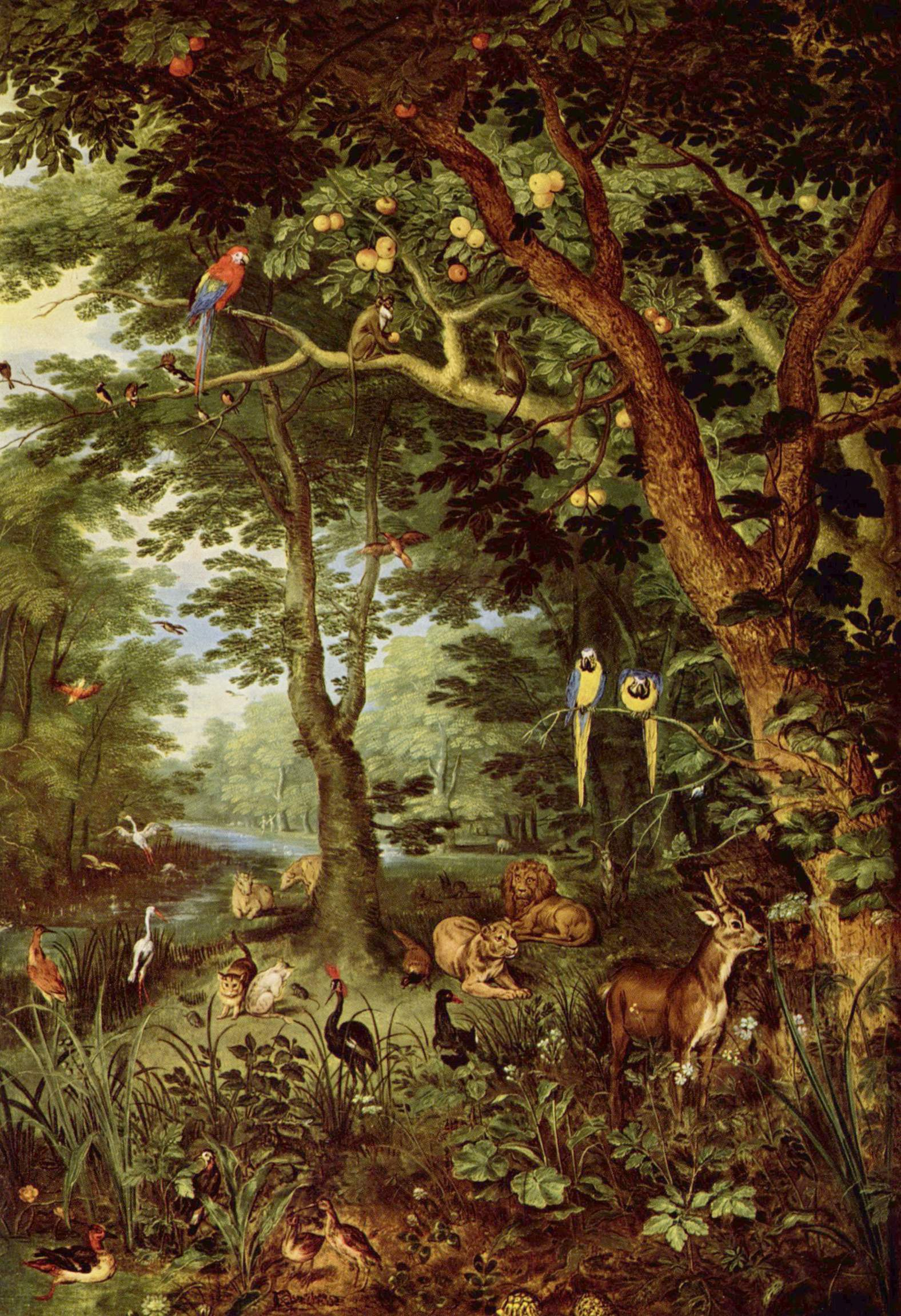
El paraíso según Bruegel es una buena imagen del paraíso maya propuesto por estas oraciones.

Las oraciones al árbol de la vida forman parte de un conjunto de tradiciones y oraciones mayas que constituyen un canto a la grandeza de Dios en la tierra. 
Algunas de estas oraciones son: El paraíso de las flores, La muerte como esperanza y A mis ancestros.

## Elparaísode las flores
En donde se narran dos ideas básicas:
- La idea de ser un solo ser con Dios.
- La idea de habitar en el otro mundo entre flores preciosas.

## La muerte como esperanza
En donde se narra el paso inmortal al paraíso del Quetzalcóatl y el renacer de este en tiempos futuros. 

## A mis ancestros
Donde se relatan los sufrimientos del pueblo indígena de América y su pronta liberación y renacer en manos de un nuevo Mesías surgido de los antiguos tiempos.

## Surgimiento de estos textos
La recopilación y resurgimiento de estos textos está basada en el estudio de códices mayas como el Códice de Quetzalcoatl y en estudios basados en la tradición oral de los modernos descendientes de los mayas.

## Significado en los tiempos modernos
Algunos grupos relacionan estas oraciones con la aparición de un nuevo mesías que vendrá a liberar a los grupos indígenas y a toda América Latina de siglos de dominación religiosa y cultural. 
Este concepto hace parte de la tradición de la moderna Iglesia Cristiana de Quetzalcoatl.
- Datos: Q6051720